# Hugo von St. Viktor

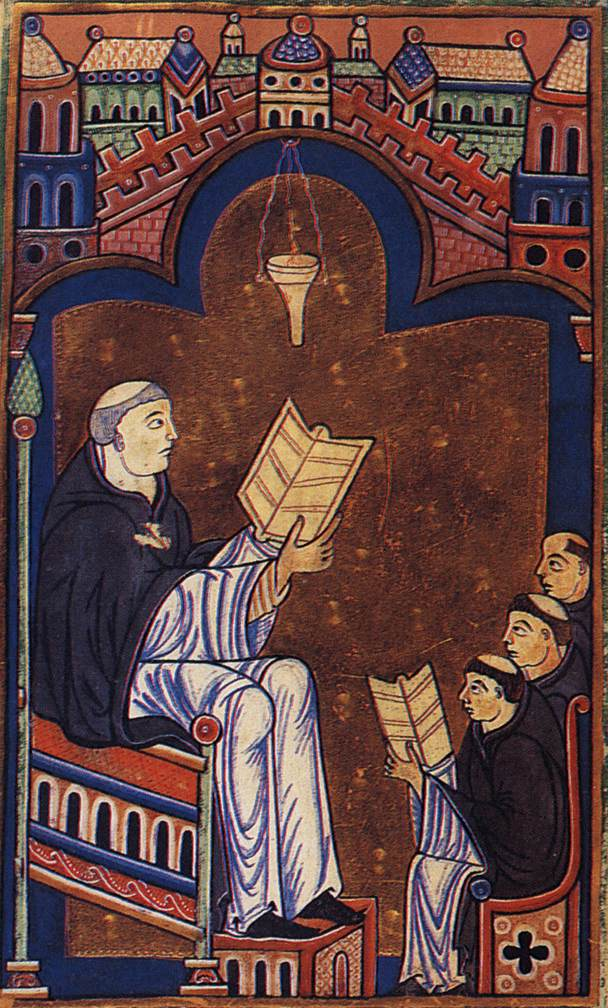
Hugo von St. Viktor

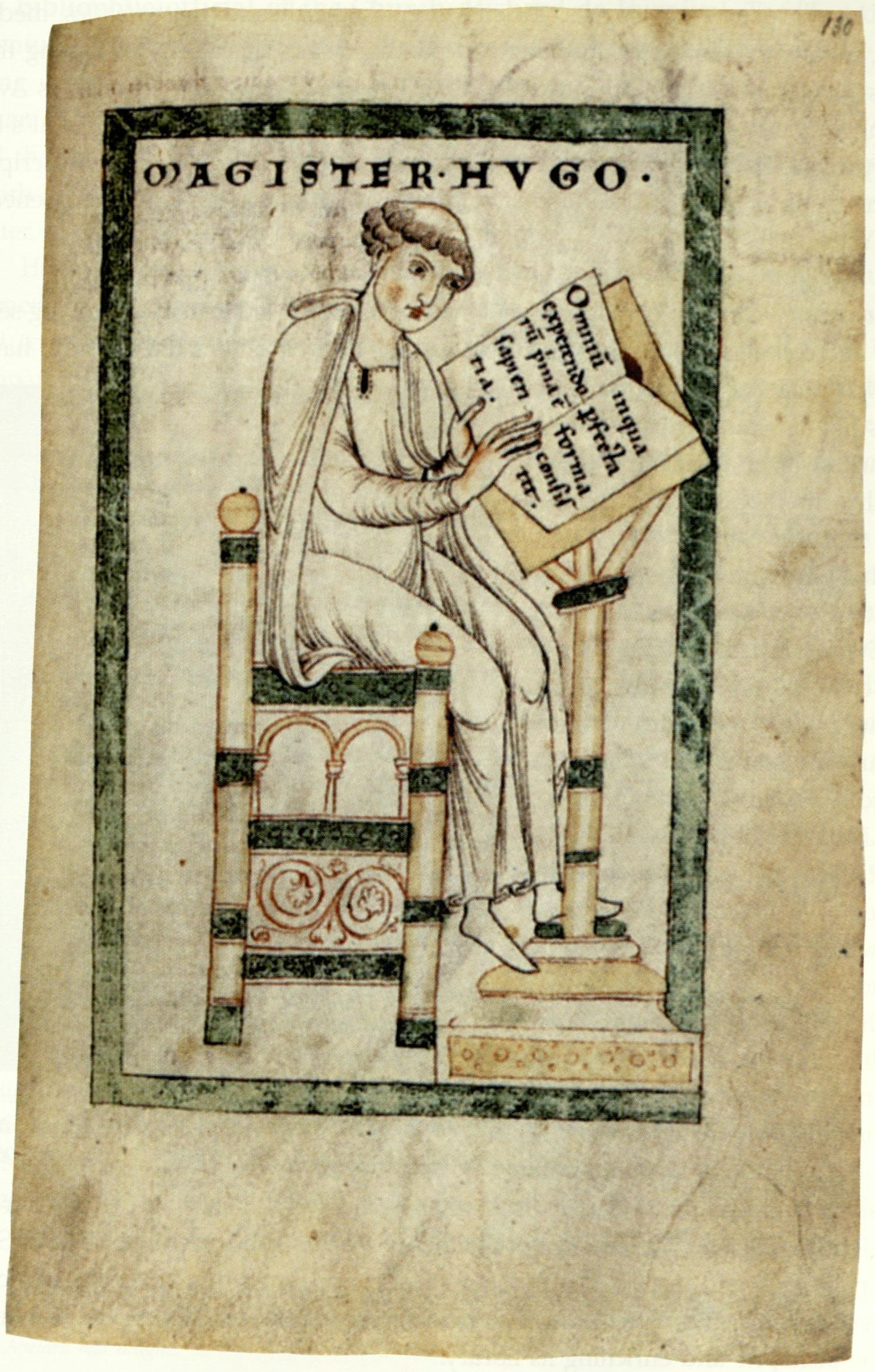
Hugo von St. Viktor schreibt sein Didascalicon. Buchmalerei in der Handschrift Leiden, Bibliotheek der Rijksuniversiteit, Vulcanius 45, fol. 130r (14. Jahrhundert)

Hugo von St. Viktor (latinisiert Hugo de Sancto Victore; * um 1097; † 11. Februar 1141 in St. Victor bei Paris) war ein deutscher christlicher Theologe und Philosoph.

## Leben
Er stammte aus Sachsen, wo er als Sohn des Grafen Konrad von Blankenburg möglicherweise in der Nähe der gleichnamigen Stadt zur Welt kam. Nach den Arbeiten von Derling und Hugonin ist bekannt, dass Mabillons Behauptung, Hugo sei in Ypern in Flandern geboren, nicht zutrifft. Hugo erhielt seine Ausbildung bei den Regularkanonikern von Hamersleben und galt in der viktorinischen Überlieferung als Sachse. Um 1115 oder 1118 trat er in die Schule der Augustiner-Chorherren von Saint-Victor (bei Paris) ein, die 1108 von Wilhelm von Champeaux gegründet worden war. Um 1133 wurde er Vorsteher dieser Ausbildungsstätte und hatte dieses Amt bis zu seinem Tod inne. Als Abt von St. Viktor ist er, trotz späterer gegenteiliger Überlieferung, nicht nachweisbar. Besondere Ereignisse aus seinem Leben, das er ganz dem Glauben und der Lehre gewidmet zu haben scheint, sind nicht bekannt.
Hugo gilt als der geistige Gründervater der mit dem Namen von St. Viktor verbundenen Denktradition der Viktoriner, der in der Philosophie und Theologie des Mittelalters eine eher platonische als aristotelische Ausrichtung zuerkannt wird (siehe Neuplatonismus), und die in der Geschichte der mittelalterlichen Bibelexegese für ein verstärktes Bemühen um das wörtliche und geschichtliche Verständnis des Bibeltextes steht. Er war in seiner Theologie besonders beeinflusst von Augustinus, nach dessen Augustinusregel er lebte, und spielte eine wichtige Rolle in der mittelalterlichen Rezeption der mystisch inspirierten Werke des Dionysios Areopagita. Seine in mehr als 3000 Handschriften überlieferten Werke, von denen einige seit dem 13. Jahrhundert auch in verschiedene Volkssprachen übersetzt wurden, haben großen Einfluss auf die Theologie, Exegese und Philosophie der nachfolgenden Jahrhunderte und auch auf das mittelalterliche Bildungswesen ausgeübt.
In der Mainzer Martinus-Bibliothek sind im Rahmen einer gezielten Suche Fragmente eines handschriftlichen Pergamentcodex gefunden worden, die dem Werk Summa sententiarum septem tractatibus distincta zugeordnet werden konnten.

## Lehre
Bekannt wurde Hugos Lehre von den drei Augen: Das erste Auge ist das Auge des Fleisches, es steht für die Sinne des Körpers und nimmt die empirische Welt und die praktischen Dinge wahr. Mit dem zweiten Auge, dem Auge des Verstandes (oder der Philosophie), erlebt der Mensch das Innere der Seele und denkt über sein Dasein nach. Das dritte Auge ist das Auge der Selbstvertiefung. Es gibt dem Menschen Einblick in das Eigentliche, den Willen Gottes und das jenseitige Leben.

## Schriften
- Charles H. Buttimer (Hrsg.): Hugonis de Sancto Victore Didascalicon De Studio legendi. Washington D. C. 1939.
- Didascalicon de studio legendi (etwa: „Anleitung zum Studium des Lesens und Auslegens“, ca. 1128); eine Art Einführung in oder Anleitung für das Studium der Theologie; Kapitel 1–3 behandeln die sieben freien Künste, Kapitel 4–6 das Lesen der Heiligen Schrift.
  - Ausgabe: Strassburg: Drucker des Henricus Ariminensis Georg Reyser, nicht nach 1474. Digitalisierte Ausgabe der Universitäts- und Landesbibliothek Düsseldorf
  - Ausgabe: Thilo Offergeld (Hrsg.): Didascalicon de studio legendi. Studienbuch, lateinisch-deutsch. Freiburg im Breisgau, Herder 1997 (Fontes Christiani 27) mit Abdruck des von C.H. Buttimer edierten lateinischen Textes aus, Washington 1939 (The University of America, Studies in Medieval and Renaissance Latin 10).
- Summen des christlichen Glaubens: Sententiae de divinitate, Dialogus de sacramentis, De sacramentis christianae fidei, letztere hrsg. von Roy J. Deferrari, Cambridge (Mass.) 1955 (Publications of the Medieval Academy of America, 58). Neueste Ausgabe von De sacramentis ist die kritische Edition von Rainer Berndt: Hugonis de Sancto Victore De sacramentis Christiane fidei, Münster 2008 (Corpus Victorinum. Textus historici 1).
- Kleinere Schriften zur Einführung in weltlichen Lehrstoff: De grammatica, Practica geometriae, Epitome Dindimi in philosophiam, hrsg. von Roger Baron, Notre Dame (Ind.) 1966 (University of Notre Dame, Publications in Medieval Studies, 20)
- De tribus maximis circumstantiis gestorum (etwa: „Über die drei bedeutendsten Umstände geschichtlicher Ereignisse“, eine Universalchronologie und Gedächtniskunst, deren Zuschreibung an den Autor nicht unumstritten ist), hrsg. von W. M. Green, (Speculum 18) 1943, S. 488–492.
- De arca Noe morali und De arca mystica (etwa: „Über den moralischen Sinn der Arche Noah“ und „Über den mystischen Sinn der Arche“, zwei Werke für fortgeschrittene Studenten, in denen Hugo den linearen Gedächtnisplan von De circumstantiis auf eine raum-zeitliche Matrix hin erweitert und einen dreidimensionalen, vielfarbigen Gedächtnisplan entwirft. Dank dieser drei Werke wird Hugo zuweilen eine bedeutende Rolle zugeschrieben in der mittelalterlichen Aneignung der seit der Antike bekannten Gedächtniskunst oder Mnemotechnik.)
- zahlreiche Adnotationes und Explicationes zu Büchern der Bibel, unter anderem zum Pentateuch, Buch der Richter, Samuel und den Büchern der Könige, verschiedenen Psalmen, dem Prediger und den Klageliedern des Jeremias
- ein Kommentar zu den Himmlischen Hierarchien des Dionysios Areopagita
- De vanitate mundi („Über die Nichtigkeit der Welt“), Apologia de verbo incarnato („Verteidigungsschrift über das fleischgewordene Wort“), De sapientia animae Christi („Über die Weisheit der Seele Christi“) und andere Lehrschriften
- mystische Schriften wie z. B. De arrha animae („Über das Pfand der Seele“), De amore sponsi ad sponsam („Über die Liebe des Bräutigams zur Braut“), De meditando („Über die Versenkung“)

Die am leichtesten zugängliche Ausgabe von Hugos Werken findet sich in der Patrologia Latina, herausgegeben von J.-P. Migne, Bd. 175–177, die allerdings keinen kritischen Text bietet, und in der unter dem Namen Hugos auch zahlreiche fremde Texte abgedruckt sind, die von der Forschung heute anderen Autoren wie Richard von St. Viktor, Walter von St. Viktor und Hugo de Folieto zugeschrieben werden.

## Gedenktag
- 11. Februar im Evangelischen Namenkalender[4]

## Forschung
Die Erforschung und Edition des Werkes von Hugo von St. Viktor ist eine der Aufgaben des Hugo von Sankt Viktor-Institutes für Quellenkunde des Mittelalters an der Philosophisch-Theologischen Hochschule Sankt Georgen.